# 保亭冬青
保亭冬青（学名：Ilex liangii）为冬青科冬青属的植物，为中国的特有植物。分布于中国大陆的海南等地，生长于海拔800米至1,000米的地区，一般生于山谷密林以及疏林中，目前已由人工引种栽培。